# ترنته

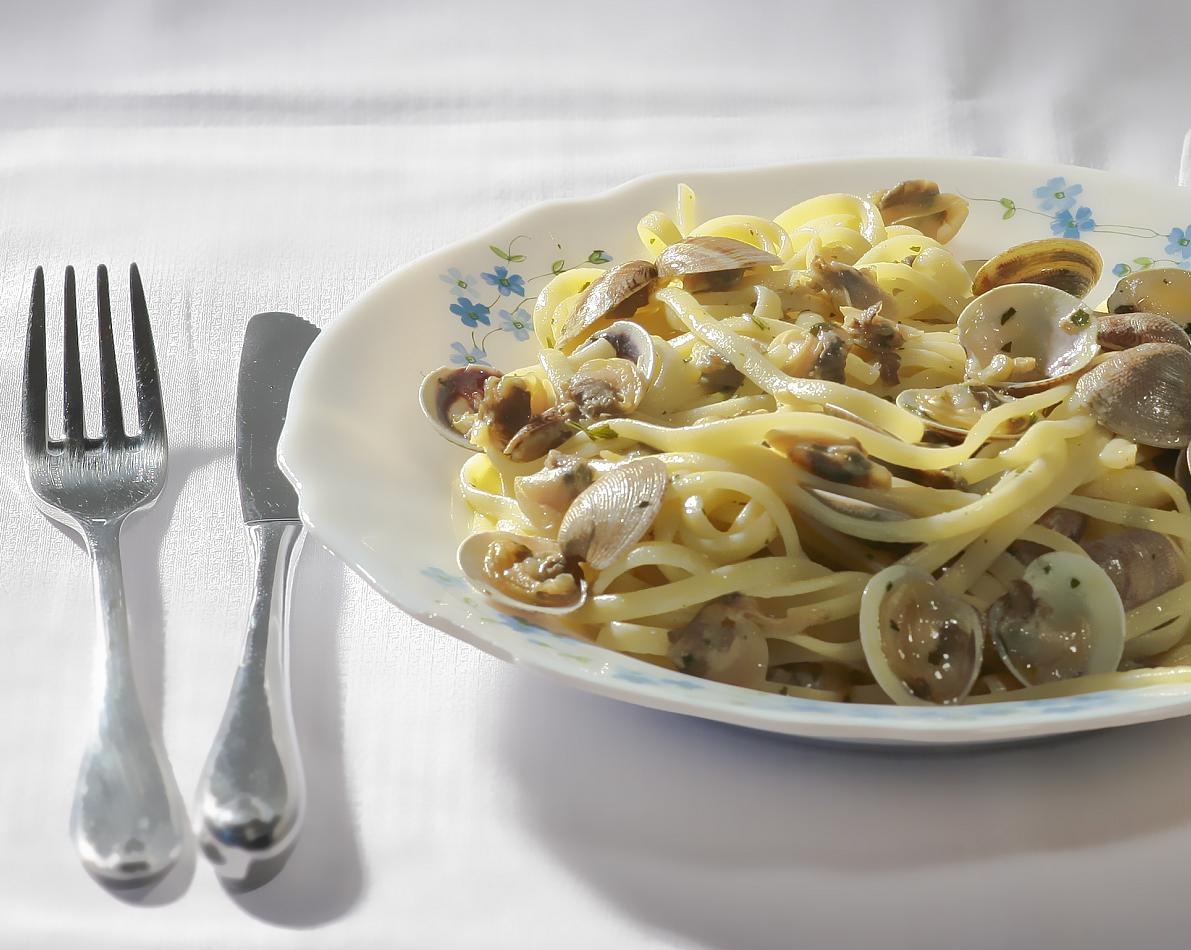
پاستای ترنته با سس صدف

ترنته (به ایتالیایی: Trenette) نوعی پاستای خشکِ پهن و باریک مربوط به ناحیهٔ لیگوریای ایتالیا به‌ویژه شهر جنوا است. این پاستا مرسوم‌ترین نوع پاستایی است که همراه با سس پستو سرو می‌شود. در این غذا که ترنته آل پستو نامیده می‌شود می‌توان از لوبیا سبز و سیب‌زمینی‌ای که در همان آب مورد استفاده برای جوشاندن پاستای ترنته پخته‌شده‌اند نیز استفاده نمود.